# WaldorfWorldWide
«WaldorfWorldWide» es una canción de la banda estadounidense de Pop Punk Good Charlotte, la canción fue lanzada en el álbum debut homónimo de la banda, Good Charlotte como la canción número 2.

## Significado
La canción habla sobre alguien que está cansado de mudarse todas las semanas y solo quiere que todo este bien, tocar con su banda, ir de fiesta, y pasarla bien con una chica.